# Gare d'Avoudrey
La gare d'Avoudrey est une gare ferroviaire française de la ligne de Besançon-Viotte au Locle-Col-des-Roches, située sur le territoire de la commune d'Avoudrey, dans le département du Doubs en région Bourgogne-Franche-Comté.

## Situation ferroviaire
Établie à 719 mètres d'altitude, la gare d'Avoudrey est située au point kilométrique (PK) 445,919 de la ligne de Besançon-Viotte au Locle-Col-des-Roches, entre les gares ouvertes du Valdahon et de Gilley. En direction de Gilley, s'intercale les gares fermées de Longemaison et de La Mine de Longemaison.

## Histoire
Un renouvellement complet de la voie et du ballast a eu lieu en juillet 2010.

## Fréquentation
La fréquentation de la gare est détaillée dans le tableau ci-dessous :
| Année     | 2015   | 2016   | 2017   | 2018   | 2019   | 2020   | 2021   | 2022   | 2023   | 2024   |
| --------- | ------ | ------ | ------ | ------ | ------ | ------ | ------ | ------ | ------ | ------ |
| Voyageurs | 19 852 | 17 448 | 17 198 | 15 850 | 21 973 | 13 740 | 10 155 | 22 034 | 27 903 | 17 115 |

## Service des voyageurs

### Accueil
Le bâtiment de la gare est fermé et il n'y a pas de distributeurs de billets. Le point de vente le plus proche est Valdahon. La gare possède un parking. 

### Desserte
- Ligne Besançon-Viotte → Valdahon → Morteau → La Chaux-de-Fonds

## Galerie

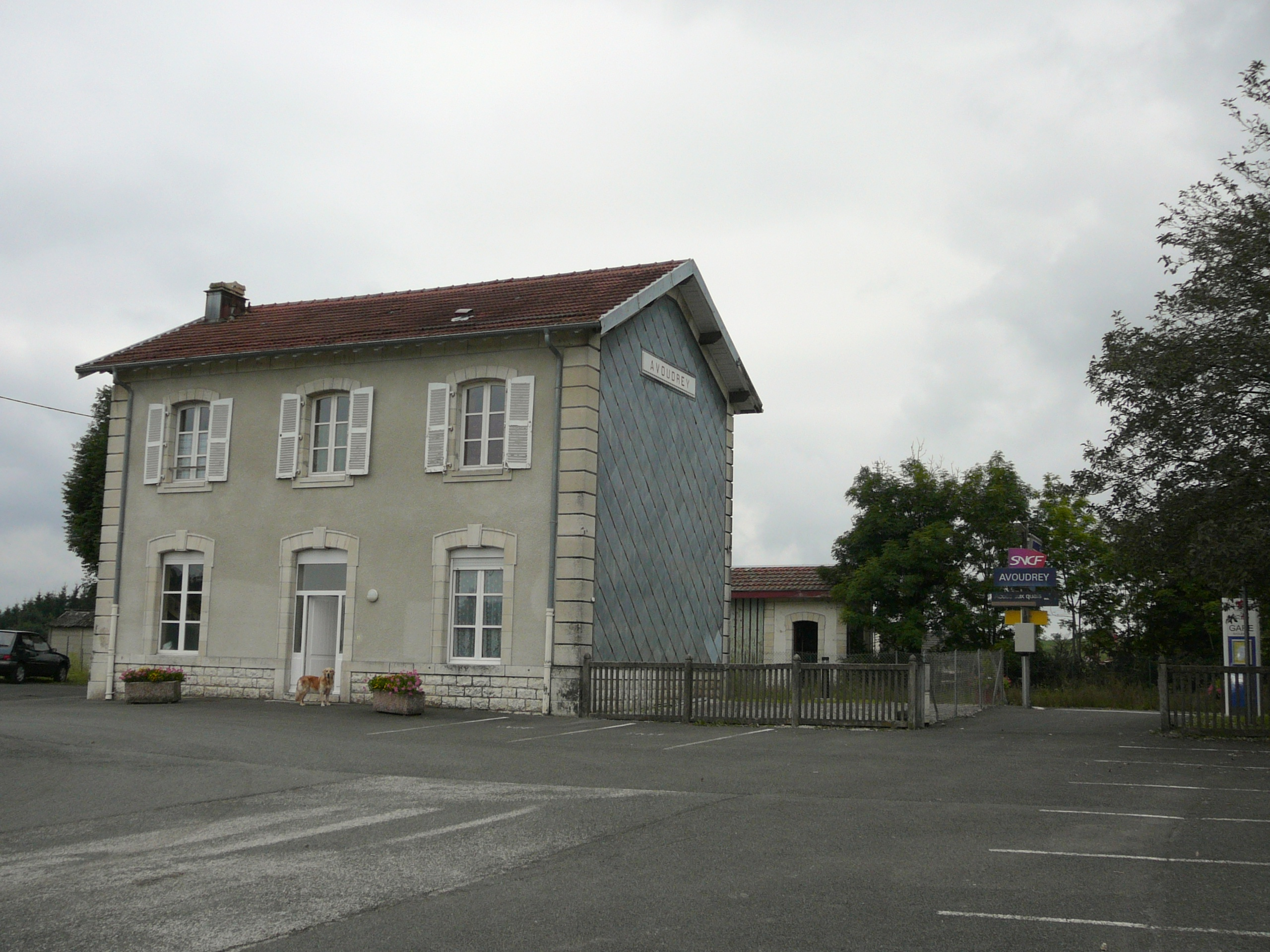
Cour de la gare d'Avoudrey.
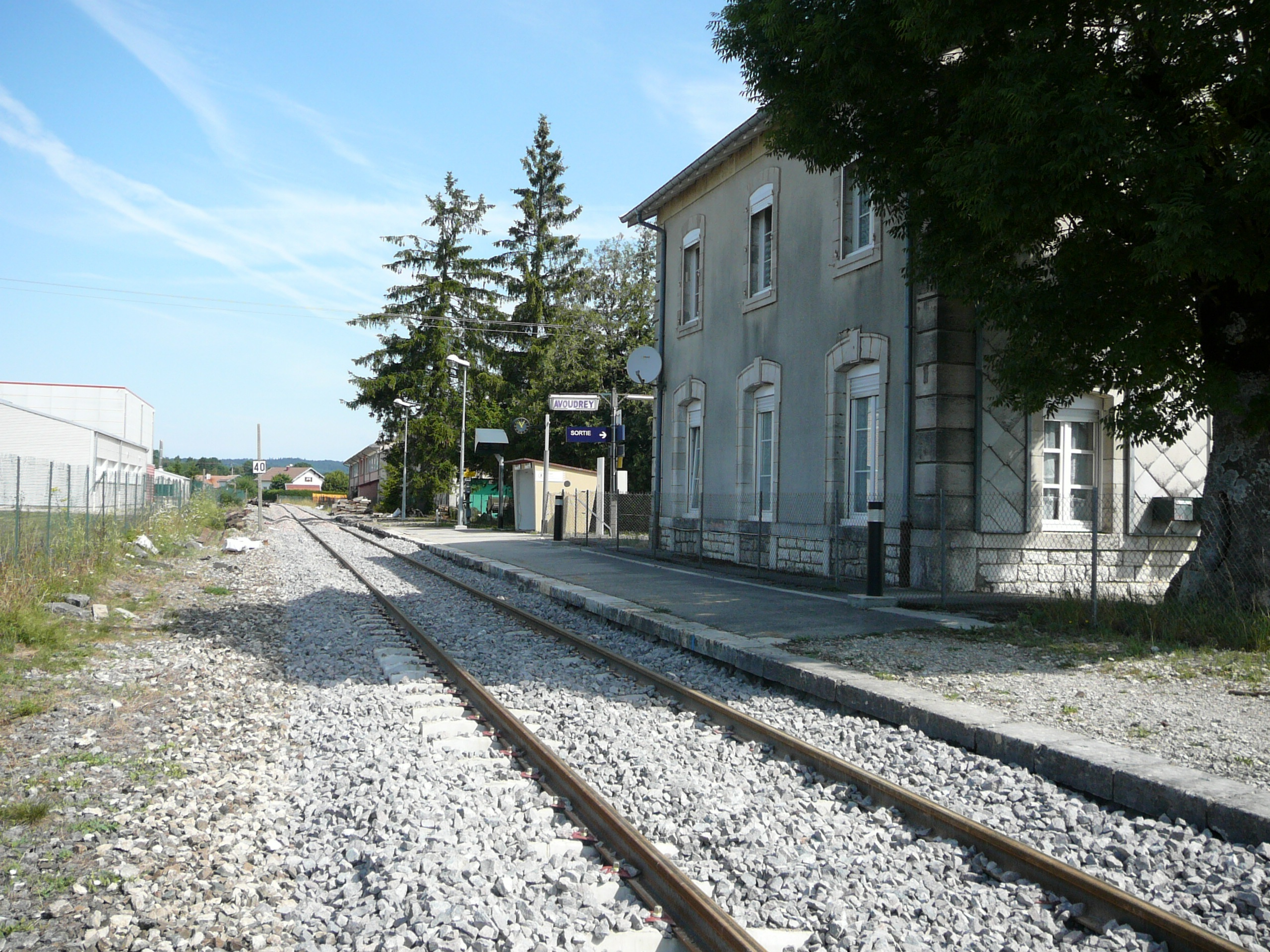
Gare d'Avoudrey vue en direction de Besançon.